# Oudemansia
Genre
Oudemansia est un genre de collemboles de la famille des Neanuridae.

## Liste des espèces
Selon Checklist of the Collembola of the World (version du 31 octobre 2019) :
- Oudemansia barnardi (Womersley, 1934)
- Oudemansia coerulea Schött, 1893
- Oudemansia dubia Denis, 1947
- Oudemansia esakii (Kinoshita, 1932)
- Oudemansia georgia Christiansen & Bellinger, 1980
- Oudemansia petiti Delamare Deboutteville & Massoud, 1964
- Oudemansia shotti Denis, 1948

## Publication originale
- Schött, 1893 : Zwei neue Collembola aus dem Indischen Archipel. Entomologisk Tidskrift, vol. 14, p. 171–176 (texte intégral).